# نلوانا
نلوانا به انگلیسی:(Nelvana Enterprises, Inc یا به اختصار Nelvana) یک استودیو انیمیشن‌سازی در کشور کانادا است که زیر نظر شرکت رسانه‌ای کوروس اداره می‌شود. بنیان‌گذاران این شرکت به ترتیب مایکل هیریش، پاتریک لوبرت و کلویی اسمیت هستند و برای نخستین با در سال ۱۹۹۷ میلادی در شهر تورنتو تأسیس شد.ارم اصلی این شرکت یک خرس قطبی می‌باشد که به ستاره قطبی خیره شده‌ است در اکثر انیمیشن‌ها و نمایش‌هایی که زیر نظر این شرکت ساخته شده‌اند می‌توان این آرم را در انتهای برنامه مشاهده کرد.